# Carl-Gustaf Simmons
Carl-Gustaf Simmons, född 26 mars 1918 i Ultuna, död 26 augusti 2009, var en svensk militär (överste). Han var son till Herman Simmons.

## Biografi
Simmons utnämndes till fänrik i Flygvapnet 1941. Han befordrades till major 1953, till överstelöjtnant 1957 och till överste 1964. Simmons var flottiljchef vid F 12 Kalmar 1970–1972. Mellan 1973 och 1975 arbetade han vid Saab-Scania och 1976–1978 vid Försvarets materielverk (FMV)

## Utmärkelser
- Kommendör av första klass av Svärdsorden, 6 juni 1973.[1]